# Bataille de Visby
La Bataille de Visby a eu lieu en 1361, près de la ville de Visby, sur l’île de Gotland. Elle oppose l’armée du roi du Danemark, aux forces de la ligue hanséatique, et fait partie des guerres dano-hanséatiques.

## Contexte
Le 22 juillet 1361, le roi Valdemar IV du Danemark envoie une armée sur la côte ouest de Gotland.
Les Gutes du Gotland payaient des impôts et constituaient une partie semi-indépendante de la Suède sous l’autorité du roi Magnus IV de Suède, bien que la population de Visby soit diverse, avec des personnes d'origine ruthène, des Danois et des Allemands.
En 1280, la ville de Visby rejoint la Ligue hanséatique, tout comme Riga, Lübeck, Tallinn et d'autres grands centres de population d'Europe du Nord, isolant encore davantage Visby de la campagne gutnoise. L'antagonisme entre les citadins et les habitants de la campagne s'accentue. Ces derniers sont vaincus lors d'une bataille en 1288, malgré l'aide de chevaliers venus d'Estonie.